# مارگریتا ماتسوکو
مارگریتا ماتسوکو (ایتالیایی: Margherita Mazzucco؛ زادهٔ ۲۶ سپتامبر ۲۰۰۲) بازیگر اهل ایتالیا است. وی دانش‌آموختۀ رشتۀ ادبیات مدرن در دانشگاه فدریکو دوم است و به طور تصادفی وارد دنیای بازیگری شد.
از فیلم‌ها یا مجموعه‌های تلویزیونی که وی در آن‌ها نقش داشته است، می‌توان به دوست نابغه من اشاره نمود.